# Brocardus van Sint-Nicolaas
Brocardus of Burchardus van Sint-Nicolaas (Sittard, circa 1680 – circa 1747) was een karmeliet en geestelijk schrijver gericht tegen het jansenisme.

## Levensloop

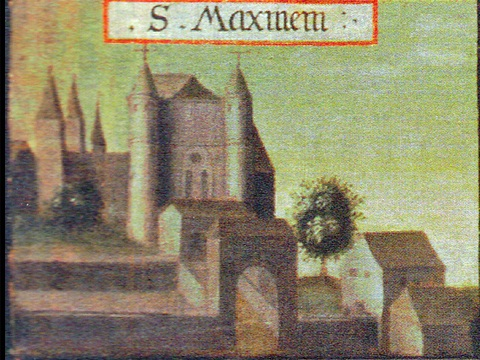
Sint-Maximinusabdij van Trier

Brocardus groeide op in Sittard, gelegen in het hertogdom Gulik en het bisdom Luik, dat toen een suffragaanbisdom was van het aartsbisdom Keulen. Hij trad in bij de Karmelieten in Keulen. Gedurende vele jaren was hij leraar filosofie en theologie in kloosters van Karmelieten in de kerkprovincies Keulen en Trier. Hij verbleef grotendeels in de Sint-Maximinusabdij in Trier. In 1739 was hij provinciaal van de karmelieten van Germania Inferior.
Inhoudelijk stelde hij zich tegen de jansenisten op. Hij verweet hen de pauselijke bul Unigenitus niet te volgen. Meer persoonlijk ging hij tekeer tegen Pasquier Quesnel, een jansenist en oratoriaan, die in Brussel en Amsterdam leefde. Door zijn veroordeling van jansenisten stelde Brocardus zich aan de zijde van de Jezuïeten, in hun activiteiten ten voordele van de Contra-Reformatie. Hiermee sloot Brocardus binnen zijn eigen orde, de Karmelieten, aan bij een hervormingsbeweging van de Franse Karmelieten. In Frankrijk werd deze beweging binnen de Karmelietenorde genoemd de hervorming van Touraine. De Franse hervorming werd geleid door de karmelieten Pierre Behourt en Philippe Thibault. Binnen het Rooms-Duitse Rijk werd Brocardus de grote contra-reformatorische schrijver van het aartsbisdom Trier genoemd.

## Werken
- Dissertatio Polemica de Primatu, Jurisdictione, Infallibilitate, et Superioritate tam in, quam extra Concilium Generale, Romanorum Pontificum (Trier 1719)[7]
- De Bulla Unigenitus, et nullitate Appellationis ad futurum Concilium (Trier 1719)
- Dissertatio Theologicopolemica de Controversiis occasione schismatis Quesnelliani exortis (Trier 1726)
- Alphabetum Morale, seu Theologia Moralis de Casibus Consientiae, ordine alphabetico elucidata, ex solidae Probabilitatis prinicipiis deducta, Conferentiis Carolinis accomodata (Keulen 1739). Dit is een woordenboek van gewetensbezwaren.
- Professio Fidei Catholicae : secundum veras verae Fidei Regulas explicata (Frankfurt am Main 1758; Venetië 1760) Het gaat om 3 delen met rooms-katholieke dogma's.[8]